# Karpieńczyk pręgowany
Karpieńczyk pręgowany (Aphanius fasciatus) – ryba z rodziny karpieńcowatych (Cyprinodontidae). Często hodowana w akwariach.

## Występowanie
Europa w rejonie Morza Śródziemnego od południowej Francji, po Turcję, Wyspy na Morzu Śródziemnym oraz północna Afryka.
Występuje zarówno w wodach słodkich jak i słonawych.

## Opis
Przeciętna długość ciała wynosi 5–7 cm.
Wyraźny dymorfizm płciowy. Samiec ma barwę szaroniebieską z 10–15 ciemnymi pręgami oraz żółte płetwy. Samica jest bledsza, ma bladoszare płetwy i mniej wyraźne pręgi na bokach.

## Odżywianie
Zjada małe bezkręgowce wodne oraz szczątki organiczne.

## Rozród
Tarło odbywa się latem. Ikra jest przyklejana do roślinności wodnej. Wylęg następuje po około 14 dniach.